# Giardino della flora appenninica di Capracotta
Il giardino della flora appenninica di Capracotta è un orto botanico naturale che si trova a 1550 m s.l.m. È tra i più alti d'Italia.
Costituito nel 1963 da un'idea di Valerio Giacomini fu realizzato da Paolo Pizzolongo.
Simbolo del giardino è l'acero di Lobelius (Acer lobelii).